# Apostolicae Nostrae
Apostolicae Nostrae è una enciclica di papa Pio IX, pubblicata il 1º agosto 1854, con la quale il Pontefice, di fronte ai dilaganti e preoccupanti fenomeni dell'indifferentismo e dell'incredulità, invita alla preghiera, « madre d'innumerevoli beni ». Ed in particolare, il Papa invita alla preghiera così da essere illuminato a proposito della Immacolata Concezione della Vergine Maria (la cui definizione dogmatica pronuncerà dopo pochi mesi, l'8 dicembre 1854). Nel frattempo, concede l'indulgenza plenaria in forma di Giubileo, da lucrarsi secondo le norme che richiamano quelle dei suoi Predecessori.